# Cattedrale della Natività della Beata Vergine Maria (Addis Abeba)
La cattedrale della Natività della Beata Vergine Maria è il principale luogo di culto cattolico di rito etiope di Addis Abeba, cattedrale della arcieparchia di Addis Abeba. È situata nel cuore della città.